# Interkultureller Rat in Deutschland
Der Interkulturelle Rat in Deutschland e. V.  war ein gemeinnütziger Verein, der sich auf Bundes-, Länder und kommunaler Ebene für das friedliche Zusammenleben in einer multikulturellen Gesellschaft und gegen Fremdenfeindlichkeit und Rassismus engagiert hat. Der Interkulturelle Rat wurde 1994 unter anderem von Jürgen Micksch gegründet. Sitz des Vereins war Frankfurt am Main. Die Geschäftsstelle befand sich in Darmstadt. Der Verein wurde am 19. Juli 2017 einstimmig aufgelöst. Seine Aufgaben wurden an das Abrahamische Forum in Deutschland e. V. und die Stiftung für die Internationalen Wochen gegen Rassismus übertragen.

## Ziele
Durch seine Arbeit sollten folgende Ziele verfolgt werden:
- Austausch über Fragen des Zusammenlebens in der multikulturellen Gesellschaft.
- Frühzeitige Identifizierung von Herausforderungen und Problemen im Zusammenleben.
- Entwicklung von Konzepten und Umsetzung modellhafter Maßnahmen zur Verbesserung des Zusammenlebens.
- Kompetente Beratung von Entscheidungsträgern in der Zivilgesellschaft, in Parlamenten, Regierungen und der Verwaltung.

## Arbeit
Hauptziel war es die Verbesserung des Zusammenlebens in der ethnisch, kulturell und religiös heterogenen Gesellschaft der Bundesrepublik Deutschland zu fördern. Dies sollte im Rahmen von verschiedenen Projekten realisiert werden, welche durch die Mitgliederversammlung geplant und begleitet und in der Geschäftsstelle des Interkulturellen Rates durchgeführt wurden. Des Weiteren initiierte der Interkulturelle Rat Runde Tische, Gesprächsforen oder Gremien auf Bundes-, Länder- und kommunaler Ebene, in denen an der Überwindung von Fremdenfeindlichkeit und Rassismus gearbeitet wurde. Veröffentlichungen wie Argumentationshilfen und Broschüren sowie Fachtagungen und Konferenzen sollten dazu dienen, Konflikte im Zusammenleben zu benennen und zu versachlichen. Einen Überblick über die konkrete Arbeit boten die Jahresberichte.

## Ehemalige Projekte
- Internationale Wochen gegen Rassismus
- Abrahamisches Forum
- Abschiebehaft
- Deutsches Islamforum und Islamforen in den Ländern
- Clearingprojekt: Zusammenleben mit Muslimen
- Dialog vor Ort: Kommunale Islamforen

## Veröffentlichungen
Der Verein veröffentlichte vielfältige Informationsmaterialien  zu seinen Arbeitsschwerpunkten aber auch aktuelle Stellungnahmen  und Pressemitteilungen  zu gesellschaftspolitischen Ereignissen. Mehrmals im Jahr informierte der Interkulturelle Rat zudem in seinem Newsletter „IR-Informationen“ über seine Projektarbeit.

## Finanzierung
Der Verein finanzierte sich primär aus privaten Spenden, Zuwendungen von Stiftungen und aus der gewerblichen Wirtschaft und Teilfinanzierungen aus öffentlichen Geldern.

## Mitglieder
Im Verein waren Menschen unterschiedlicher Herkunft und Nationalität sowie aus verschiedenen gesellschaftlichen Gruppen wie Gewerkschaften, Arbeitgeberverbänden, Religionsgemeinschaften, Migranten- und Menschenrechtsorganisationen, Kommunen und staatlichen Stellen, Medien, Wissenschaft und Sport aktiv. Mitglied werden konnten Personen als Vertretung meist bundesweit agierender Organisationen. Die Mitgliedschaft war jedoch personengebunden und erfolgte auf Vorschlag an den Vorstand und die Mitgliederversammlung. Über die Aufnahme eines Mitgliedes entschied die Mitgliederversammlung.

## Vorstand
Vorsitzender war vom Beginn bis zur Auflösung Jürgen Micksch.